# 石川 (弘前市)
石川（いしかわ）は、青森県弘前市の地名。郵便番号は036-8124。

## 地理
北部を青森県道260号石川百田線、JR奥羽本線、弘南鉄道大鰐線が通り、南津軽郡大鰐町、平川市に接する地区。北は平川市大坊・岩館、東は乳井、南は大鰐町森山・三ツ目内、西は大沢に接する。

### 小字
小字として石川・泉ケ平・泉田・内ネブコ・大石平・小山田・川原田・岸田・境沢・庄司川添・新舘下・外坪・外ネブコ・大上寺・大仏・大仏下・長者森・手代平・寺山・留岡・中川原・中坪・西舘下・西ノ沢・野崎・春仕内・平岡・平野・平山・前田・村元・家岸・柳田・和田がある。

## 歴史

### 沿革
- 1889年（明治22年） - 石川村の一部。
- 1891年（明治24年） - 当時の記録では人口1130、戸数159、厩110、学校1、水車1とある。
- 1923年（大正12年） - 石川村から石川町になり、石川町の一部。
- 1957年（昭和32年） - 弘前市の大字になる。
- 1982年（昭和57年） - 一部が小金崎一丁目になる。

## 交通
- 弘南バス

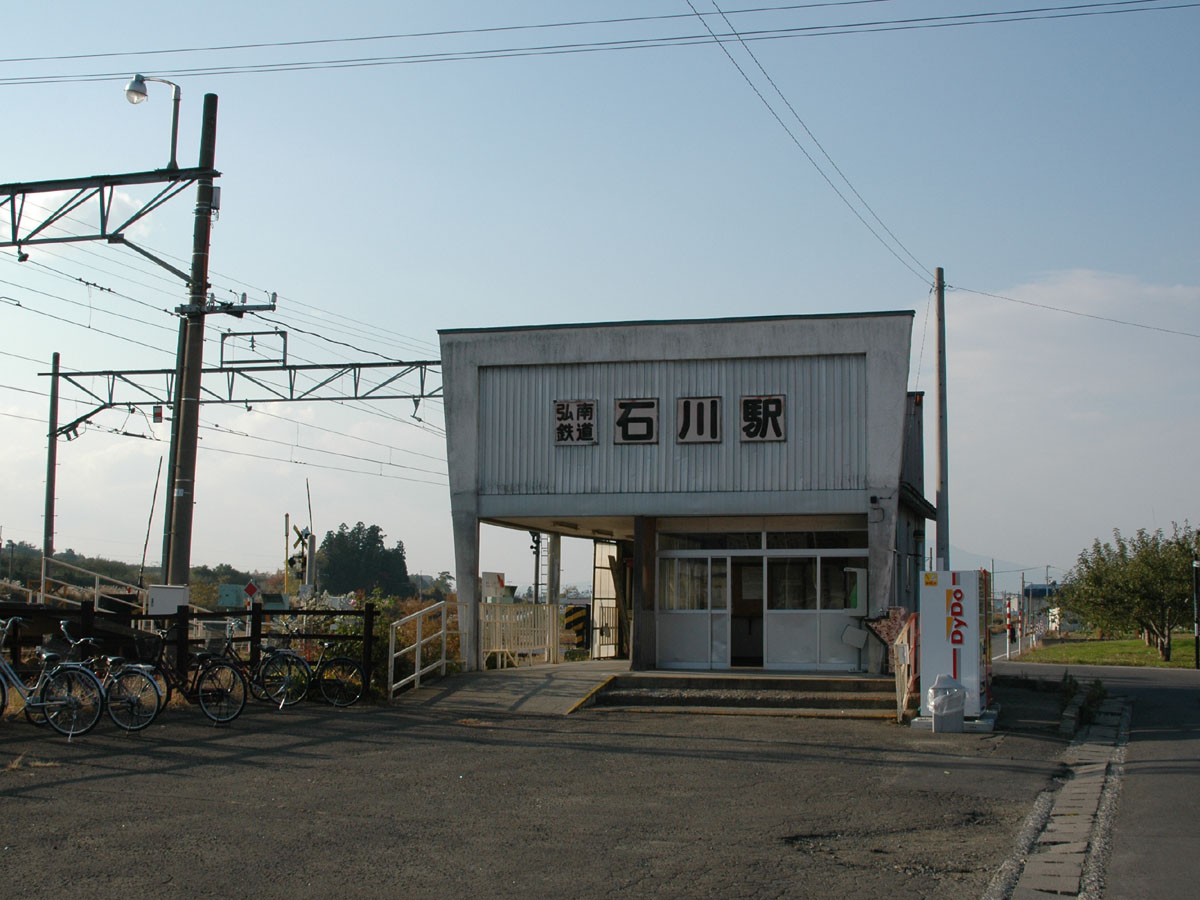
弘南鉄道石川駅

  - 下石川、石川西口、石川中学校前（弘前バスターミナル - 大鰐南団地・碇ヶ関線）停留所。
  - 石川小学校前（弘前バスターミナル - 薬師堂北口線）停留所。
- 弘南鉄道大鰐線
  - 義塾高校前駅
    - 東奥義塾高校の最寄駅。

  - 石川駅 (弘南鉄道)
    - 石川を名乗るが、JR石川駅とは位置が別で、乗換駅でもない。
- JR奥羽本線
  - 石川駅 (JR東日本)
    - 駅名は石川だが、東奥義塾義塾高校の最寄駅でもある。

## 世帯数と人口
2024年（令和6年）8月1日現在の世帯数と人口は以下の通りである。
| 大字             | 世帯数  | 人口    |
| ---------------- | ------- | ------- |
| 石川（小字全域） | 722世帯 | 1,610人 |

## 施設
- 北原学園石川こども園
- 弘前市立石川小学校
- 弘前市立石川中学校
- 東奥義塾高等学校

### 医療
- 医療法人恩幸会くどう内科消化器・肝臓クリニック
- 工藤歯科医院
- 畑山医院
- さかい接骨院

### 福祉
- 老人福祉センター祥風園

### 商業
- ファミリーマート弘前石川店
- 工藤新聞店

### 工業
- 共和コンクリート工業弘前工場

### 金融
- 東奥信用金庫石川支店

### 農協
- JA津軽みらい石川基幹支店
- JAりんご冷蔵庫

### 通信
- NTT石川電話交換局

### 公共
- 石川郵便局
- 弘前市石川児童館
- 大仏公園

### 行政
- 弘前市役所石川出張所

## 小・中学校の学区
市立小・中学校に通う場合、学区は以下の通りとなる。
| 大字 | 番・番地 | 小学校             | 中学校             |
| ---- | -------- | ------------------ | ------------------ |
| 石川 | 全域     | 弘前市立石川小学校 | 弘前市立石川中学校 |